# Bruce Dern
Bruce MacLeish Dern (n. 4 iunie 1936, Chicago, Illinois, SUA) este un actor american, nominalizat la două premii Oscar: cel mai bun actor în rol secundar pentru Întoarcerea acasă (1978) și cel mai bun actor pentru Nebraska (2013). 

## Viața timpurie
Dern s-a născut în Chicago, ca fiu al lui Jean (născută MacLeish) și John Dern, procuror. A crescut în Kenilworth, Illinois. Bunicul Lui, George, a fost guvernator de Utah. Are origini olandeze, engleze, germane și scoțiene.

## Filmografie

### Film
| An   | Titlu                                                 | Rol                        | Regizor                          | Note        |
| ---- | ----------------------------------------------------- | -------------------------- | -------------------------------- | ----------- |
| 1960 | Wild River                                            | Jack Roper                 | Elia Kaazan                      | Nemenționat |
| 1962 | The Crimebusters                                      | Joe Krajac                 | Boris Sagal                      |             |
| 1964 | Marnie                                                | Sailor                     | Alfred Hitchcock                 |             |
| 1964 | Hush… Hush, Sweet Charlotte                           | John Mayhew                | Robert Aldrich                   |             |
| 1966 | The Wild Angels                                       | Loser                      | Roger Corman                     |             |
| 1967 | The War Wagon                                         | Hammond                    | Burt Kennedy                     |             |
| 1967 | The St. Valentine's Day Massacre                      | John May                   | Roger Corman                     |             |
| 1967 | The Trip                                              | John                       | Roger Corman                     |             |
| 1967 | Waterhole No. 3                                       | Deputy Sam Tippen          | William A. Graham                |             |
| 1967 | Will Penny                                            | Rafe Quint                 | Tom Gries                        |             |
| 1968 | Stupoare (Psych-Out)                                  | Steve Davis                | Richard Rush                     |             |
| 1968 | Hang 'Em High                                         | Miller                     | Ted Post                         |             |
| 1969 | Sprijiniți-l pe șerif!                                | Joe Danby                  | Burt Kennedy                     |             |
| 1969 | Castle Keep                                           | Lt. Billy Byron Bix        | Sydney Pollack                   |             |
| 1969 | Number One                                            | Richie Fowler              | Tom Gries                        |             |
| 1969 | The Cycle Savages                                     | Keeg                       | Bill Brame                       |             |
| 1969 | Și caii se împușcă, nu-i așa?                         | James                      | Sydney Pollack                   |             |
| 1970 | Bloody Mama                                           | Dirkman                    | Roger Corman                     |             |
| 1970 | The Rebel Rousers                                     | J.J. Weston                | Martin B. Cohen                  |             |
| 1971 | The Incredible 2-Headed Transplant                    | Roger                      | Anthony M. Lanza                 |             |
| 1971 | Drive, He Said                                        | Coach Bullion              | Jack Nicholson                   |             |
| 1972 | Cowboy                                                | Asa Watts (Long Hair)      | Mark Rydell                      |             |
| 1972 | Singur în spațiu                                      | Freeman Lowell             | Douglas Trumbull                 |             |
| 1972 | Thumb Tripping                                        | Smitty                     | Quentin Masters                  |             |
| 1972 | The King of Marvin Gardens                            | Jason Staebler             | Bob Rafelson                     |             |
| 1973 | Pat Garrett and Billy the Kid                         | Deputy                     | Sam Peckinpah                    | Nemenționat |
| 1973 | Ancheta inspectorului Martin (The Laughing Policeman) | Leo Larsen                 | Stuart Rosenberg                 |             |
| 1974 | Marele Gatsby                                         | Tom Buchanan               | Jack Clayton                     |             |
| 1975 | Posse                                                 | Jack Strawhorn             | Kirk Douglas                     |             |
| 1975 | Smile                                                 | Big Bob Freelander         | Michael Ritchie                  |             |
| 1976 | Family Plot                                           | George Lumley              | Alfred Hitchcock                 |             |
| 1976 | Won Ton Ton, the Dog Who Saved Hollywood              | Grayson Potchuck           | Michael Winner                   |             |
| 1976 | Folies bourgeoises                                    | William Brandels           | Claude Chabrol                   |             |
| 1977 | Duminica neagră                                       | Michael Lander             | John Frankenheimer               |             |
| 1978 | Întoarcerea acasă                                     | Captain Bob Hyde           | Hal Ashby                        |             |
| 1978 | Șoferul (The Driver)                                  | The Detective              | Walter Hill                      |             |
| 1980 | Middle Age Crazy                                      | Bobby Lee                  | John Trent                       |             |
| 1981 | Tattoo                                                | Johnny                     | Bob Brooks                       |             |
| 1982 | That Championship Season                              | George Sitkowski           | Jason Miller                     |             |
| 1982 | Harry Tracy, Desperado                                | Harry Tracy                | William A. Graham                |             |
| 1986 | On the Edge                                           | Wes Holman                 | Rob Nilsson                      |             |
| 1987 | The Big Town                                          | Mr. Edwards                | Ben Bolt and Harold Becker       |             |
| 1987 | World Gone Wild                                       | Ethan                      | Lee H. Katzin                    |             |
| 1988 | 1969                                                  | Cliff                      | Ernest Thompson                  |             |
| 1989 | The 'Burbs                                            | Mark Rumsfield             | Joe Dante                        |             |
| 1990 | After Dark, My Sweet                                  | Garrett "Uncle Bud" Stoker | James Foley                      |             |
| 1992 | Diggstown                                             | John Gillon                | Michael Ritchie                  |             |
| 1995 | Mrs. Munck                                            | Patrick Leary              | Diane Ladd                       |             |
| 1995 | Wild Bill                                             | Will Plummer               | Walter Hill                      |             |
| 1996 | Down Periscope                                        | Amiral Yancy Graham        | David S. Ward                    |             |
| 1996 | Mulholland Falls                                      | The Chief                  | Lee Tamahori                     | Nemenționat |
| 1996 | Last Man Standing                                     | Sheriff Ed Galt            | Walter Hill                      |             |
| 1998 | Small Soldiers                                        | Link Static (voce)         | Joe Dante                        |             |
| 1999 | The Haunting                                          | Mr. Dudley                 | Jan De Bont                      |             |
| 1999 | If... Dog... Rabbit                                   | McGurdy                    | Matthew Modine                   |             |
| 2000 | All the Pretty Horses                                 | The Judge                  | Billy Bob Thornton               |             |
| 2001 | The Glass House                                       | Begleiter                  | Daniel Sackheim                  |             |
| 2003 | Masked and Anonymous                                  | Editor                     | Larry Charles                    |             |
| 2003 | Milwaukee, Minnesota                                  | Sean McNally               | Allan Mindel                     |             |
| 2003 | Monster                                               | Thomas                     | Patty Jenkins                    |             |
| 2005 | Madison                                               | Harry Volpi                | William Bindley                  |             |
| 2005 | Down in the Valley                                    | Charlie                    | David Jacobson                   |             |
| 2006 | Believe in Me                                         | Ellis Brawley              | Robert Collector                 |             |
| 2006 | Walker Payne                                          | Chester                    | Matt Williams                    |             |
| 2006 | The Astronaut Farmer                                  | Hal                        | Michael Polish                   |             |
| 2006 | The Hard Easy                                         | Gene                       | Ari Ryan                         |             |
| 2007 | The Cake Eaters                                       | Easy Kimbrough             | Mary Stuart Masterson            |             |
| 2008 | Swamp Devil                                           | Howard Blame               | David Winning                    |             |
| 2008 | The Golden Boys                                       | Captain Perez              | Daniel Adams                     |             |
| 2009 | American Cowslip                                      | Cliff                      | Mark David                       |             |
| 2009 | The Hole 3D                                           | Creepy Carl                | Joe Dante                        |             |
| 2009 | The Lightkeepers                                      | Bennie                     | Daniel Adams                     |             |
| 2010 | Trim                                                  | Dale Banks                 | Allan Mindel                     |             |
| 2011 | Choose                                                | Dr. Ronald Pendleton       | Marcus Graves                    |             |
| 2011 | Inside Out                                            | Vic Small                  | Artie Mandelberg                 |             |
| 2011 | Twixt                                                 | Bobby LaGrange             | Francis Ford Coppola             |             |
| 2012 | Dealul cu maci (From Up on Poppy Hill)                | Yoshio Onodera (voice)     | Gorō Miyazaki                    | English dub |
| 2012 | Hitting the Cycle                                     | James                      | Darin Anthony and J. Richey Nash |             |
| 2012 | Django dezlănțuit                                     | Curtis Carrucan            | Quentin Tarantino                |             |
| 2013 | Coffin Baby                                           | Vance Henrickson           | Dean Jones                       |             |
| 2013 | Northern Borders                                      | Austin Kittredge Sr.       | Jay Craven                       |             |
| 2013 | Nebraska                                              | Woody Grant                | Alexander Payne                  |             |
| 2013 | Fighting for Freedom                                  | Christian Dobbe            | Farhad Mann                      |             |
| 2014 | Cut Bank                                              | Georgie Wits               | Matt Shakman                     |             |
| 2015 | Cei 8 odioși                                          | General Sanford Smithers   | Quentin Tarantino                |             |
| 2017 | Class Rank                                            | Oswald                     | Eric Stoltz                      | Filmări     |
| 2017 | Our Souls at Night                                    |                            |                                  | Filmări     |

## Legături externe
- Bruce Dern la Internet Movie Database
- en Bruce Dern la Internet Broadway Database